# Parc de l'histoire ferroviaire hongroise
Le Parc de l'histoire ferroviaire hongroise (en hongrois : Magyar Vasúttörténeti Park) est un musée de Budapest consacré à l'histoire ferroviaire hongroise. Le parc s'étend sur une superficie d'environ 70 000m2 et présente des centaines de véhicules et d'équipements ferroviaires utilisées dans l'exploitation des chemins de fer.